# Folkdräkter från Närke

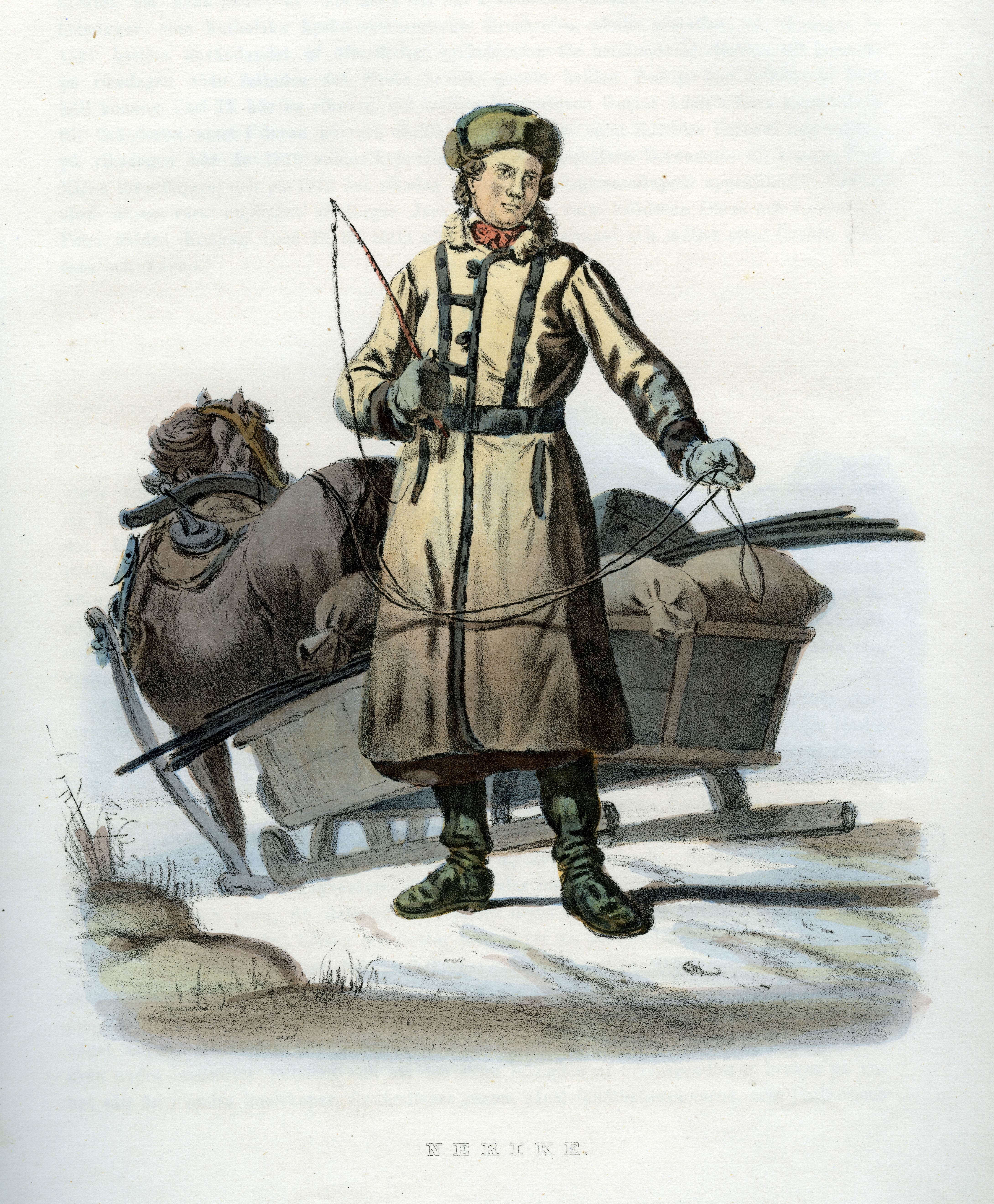
Dahlström (1863) pl007 Närke

Närkiska folkdräkter är svenska folkdräkter från Närke. Närke har 11 dräkter, 9 kvinnodräkter och 2 mansdräkter.
I tabellen nedan ses en förteckning över de 11 närkiska folkdräkterna. I tabellen ses var dräkten kommer ifrån, om det är en kvinno- eller mansdräkt, om den är dokumenterad, rekonstruerad eller komponerad, när den återupptogs i bruk, om det finns varianter samt ytterplagg. Tabellen bygger på Ulla Centergrans inventering av folkdräkter i Sverige 1988-1993, som publicerades i bokform av Nämnden för hemslöjdsfrågor och LRF:s kulturråd 1993. Syftet var att underlätta för den som ville skaffa sig en egen dräkt att lättare få en överblick över de som fanns.
| Dräkt               | Kön    | Ursprung      | Återupptogs | Finns varianter | Finns ytterplagg | Källa |
| Gällersta           | Kvinna | Komponerad    | 1920        |                 |                  | [ 1 ] |
| Gällersta           | Man    | Komponerad    | 1920        |                 |                  | [ 1 ] |
| Hallsberg           | Kvinna | Komponerad    | 1965        |                 |                  | [ 1 ] |
| Kumla               | Kvinna | Rekonstruerad | 1950-1960   |                 |                  | [ 1 ] |
| Norra Hjälmarbygden | Kvinna | Komponerad    | 1951        |                 |                  | [ 1 ] |
| Pålsboda            | Kvinna | Komponerad    | 1992        | Ja              |                  | [ 1 ] |
| Sköllersta          | Kvinna | Rekonstruerad | 1959        |                 |                  | [ 1 ] |
| Stora Mellösa       | Kvinna | Dokumenterad  | 1922        | Ja              | Tröja            | [ 1 ] |
| Stora Mellösa       | Man    | Dokumenterad  | 1922        | Ja              | Tröja            | [ 1 ] |
| Sydnärke            | Kvinna | Komponerad    | 1967        |                 |                  | [ 1 ] |
| Västernärke         | Kvinna | Rekonstruerad | 1947        |                 |                  | [ 1 ] |